# Tomasz Żąda
Tomasz Żąda (ur. 24 października 1964 w Zambrowie) – polski dziennikarz muzyczny, telewizyjny i radiowy, prezenter, konferansjer. Członek Akademii Fonograficznej ZPAV.
Od początku lat 90. pracuje w Programie III Polskiego Radia. Wcześniej pracował w redakcji magazynu Między Nami Programu IV Polskiego Radia. W radiowej Trójce prowadzi audycje: Muzyczna poczta UKF, Nocna Polska oraz Ja tu gram (audycja nadawana w wakacje). Wcześniej na antenie tej stacji prowadził m.in. Strefę odkrywkową, kulinarny Zapach poranka, Historię pewnej płyty (wspólnie z Anną Gacek), oraz, na zmianę z Piotrem Stelmachem, nocne 3maj z nami. W roku 1998, jako druh zastępowy poprowadził jedno wydanie Listy Przebojów Programu Trzeciego. W latach 90. współpracował też z magazynem muzycznym Brum. 
W roku 2006 był współautorem programu realizowanego dla TVP1 Trend'owaci.
Jest członkiem Akademii Fonograficznej i Sekcji Muzyki Rozrywkowej ZPAV.